# Kossuth-díj

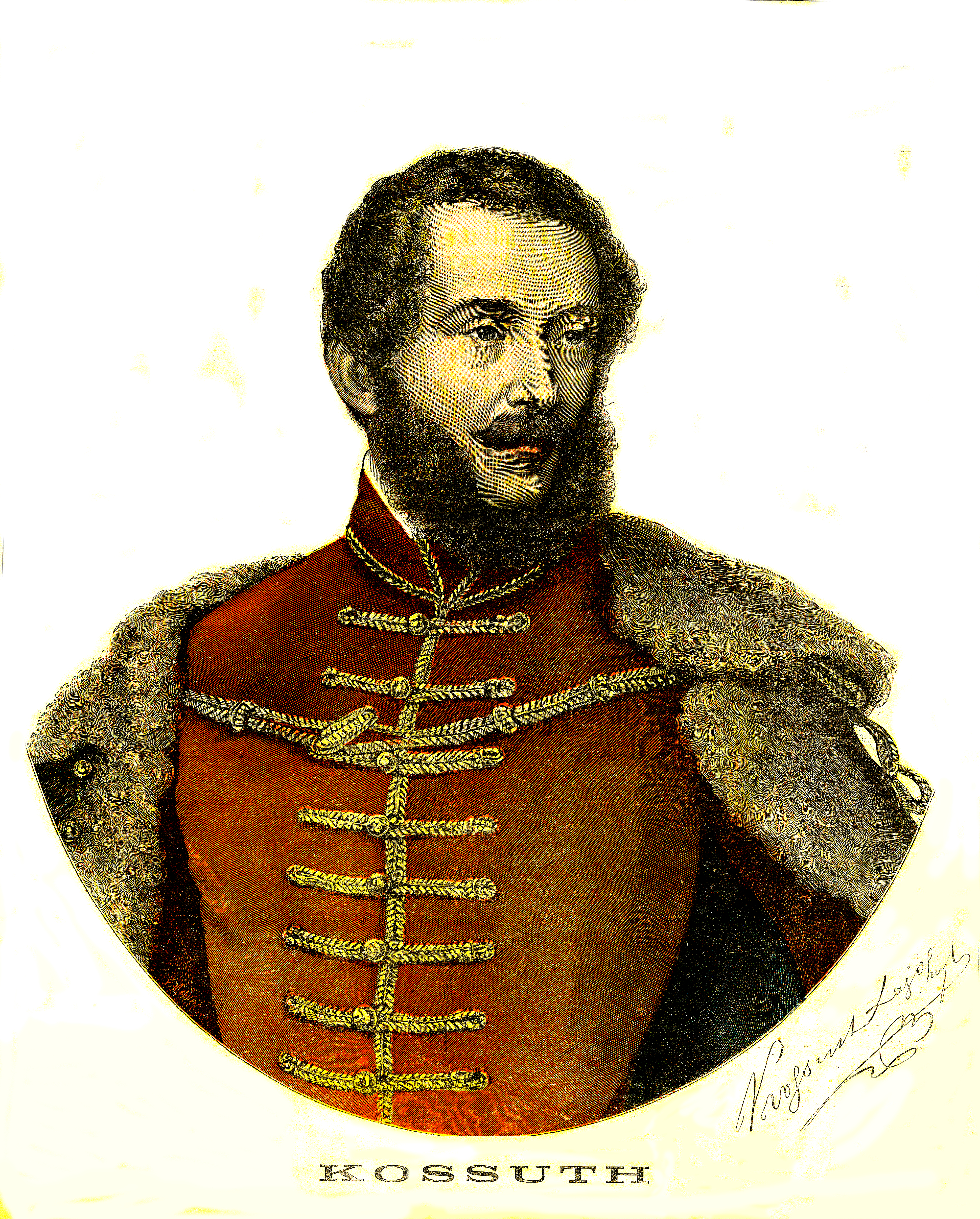
Kossuth Lajos, a legmagasabb magyar állami kitüntetés névadója

A Kossuth-díj a magyar kultúra művelésének és ápolásának elismeréséért járó legmagasabb magyar állami kitüntetés, amely Kossuth Lajosról kapta a nevét. Az Országgyűlés 1948-ban 1848. március 15. centenáriuma alkalmából alapította. Eredetileg a Minisztertanács adományozta, 1990 óta a köztársasági elnök, általában a miniszterelnök előterjesztése alapján. A díj mindkét fokozatát, a Kossuth-díjat és a Kossuth-nagydíjat is, rendszerint március 15-én adják át.
Presztízsének megőrzése érdekében a vele járó összeg 2013 óta a Központi Statisztikai Hivatal által évenként számított országos nettó nominál átlagkereset hatszorosa, 50, illetve 100 ezer forintra való felkerekítéssel. A nagydíj összege a díj mindenkori összegének kétszerese, és csak egyéni teljesítmény elismeréséért adományozzák. Megosztott díj esetében a díj összegének fele jár, függetlenül attól, hogy hány személy között osztották meg. A jutalomösszeg – megtartva az 1948 óta töretlen hagyományt – adó- és illetékmentes.
A címet az államfő a kormány előterjesztésére vissza is vonhatja attól, aki erre érdemtelenné vált.

## Története

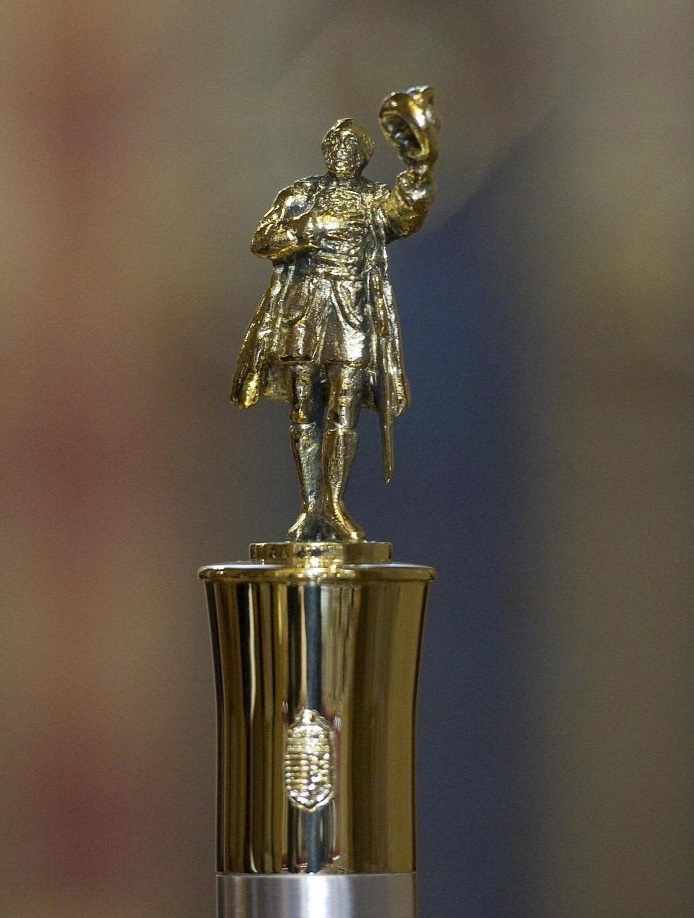
Kossuth-díj 1991-től

Az első díjakat 1948. március 14-én adták át az ország legkiválóbb embereinek, akik hozzájárultak az ország újjáépítésének sikeréhez. Az első időszakban a díj mellé 20 ezer forint és babérkoszorú járt.
A tudomány, a művészet és az irodalom területén, valamint az ipari munkában, földművelésben kiemelkedő teljesítményt nyújtó személyeket, csoportokat jutalmazták vele. A Minisztertanács adományozta. 1963 óta csupán kulturális és művészeti alkotó tevékenységért ítélik oda. 1966-tól 1990-ig csak általában háromévente ítélték oda (egy alkalommal négy év telt el az előző díjádatástól: 1970, két alkalommal pedig csak két év: 1975, 1985).
Alapításakor 2, 1951-től 3, 1953-tól 4 fokozata volt; 1977 óta újból 2 fokozatú.
Egyéni díjjal 1992-ben 750 ezer, 1994-ben 1,1 millió, 1996-ban 1,6 millió, 1997-ben 1,8 millió, 1998-ban 2,28 millió, 2012-ben 12,9 millió forintot fizettek ki, 2013-tól a mindenkori átlagkereset hatszorosa.
1991-től a kitüntetettek a pénzjutalom, az oklevél és a jelvény mellett egy emlékszobrot is kapnak. Az aranyozott, bronzból készült Kossuth Lajost formázó kis szobrocska 89 mm magas, talapzata egy ezüstözött, rézből készült henger (255 mm magas, 40 mm átmérőjű), amelyben az oklevél tárolható.

## A díj odaítélése

### Bizottság
| Név                | 2016 | 2017 | 2018 | 2019 | 2020 | 2021 | 2022 | 2023 | 2024 | 2025 |
| ------------------ | ---- | ---- | ---- | ---- | ---- | ---- | ---- | ---- | ---- | ---- |
| Balázs János       |      |      |      |      |      |      |      |      |      |      |
| Bogsch Erik        |      |      |      |      |      |      |      |      |      |      |
| Eperjes Károly     |      |      |      |      |      |      |      |      |      |      |
| Klinghammer István |      |      |      |      |      |      |      |      |      |      |
| Maróth Miklós      |      |      |      |      |      |      |      |      |      |      |
| Marton Éva         |      |      |      |      |      |      |      |      |      |      |
| Mezey Katalin      |      |      |      |      |      |      |      |      |      |      |
| Sótonyi Péter      |      |      |      |      |      |      |      |      |      |      |
| Vékás Lajos        |      |      |      |      |      |      |      |      |      |      |
| Vidnyánszky Attila |      |      |      |      |      |      |      |      |      |      |
| Korábbi tagok      |      |      |      |      |      |      |      |      |      |      |
| Bitskey István     |      |      |      |      |      |      |      |      |      |      |
| Balog Zoltán       |      |      |      |      |      |      |      |      |      |      |
| Freund Tamás       |      |      |      |      |      |      |      |      |      |      |
| Granasztói György  |      |      |      |      |      |      |      |      |      |      |
| Hámori József      |      |      |      |      |      |      |      |      |      |      |
| Jókai Anna         |      |      |      |      |      |      |      |      |      |      |
| Kalász Márton      |      |      |      |      |      |      |      |      |      |      |
| Kodolányi Gyula    |      |      |      |      |      |      |      |      |      |      |
| Palkovits Miklós   |      |      |      |      |      |      |      |      |      |      |
| Sánta Ferenc       |      |      |      |      |      |      |      |      |      |      |
| Szőcs Géza         |      |      |      |      |      |      |      |      |      |      |

## Konkrét díjazással kapcsolatos problémák
- Utólagos visszavonásra egyetlen ízben került sor. Nagy Gábortól, a kazincbarcikai Borsodi Kooperáció vezérigazgatójától 1953 decemberében visszavették a díját, melyet 1952. március 15-én a barnaszén-elgázosítás új technológiájáért kapott. Mint utólag kiderült, a technológiát nem Nagy Gábor találta fel, hanem egy NSZK-beli technológiát másolt le.[15]
- Az 1956-os disszidensektől, vagy az 1956-os tevékenységük miatt elítéltektől sem vették vissza a díjaikat, bár 1959-ben történt ilyen politikai bizottsági javaslat. A visszavonásra javasoltak (zárójelben a kitüntetés éve): Aczél Tamás (1949), Déry Tibor (1948), Domján József, (1956), Háy Gyula (1951), Kálmán György (1956), Kántás Károly (1952), Kollonits János (1950), Kováts Nóra (1953), Mattyasovszky Zsolnay László (1950), Méray Tibor (1953), Mérei Ferenc (1949), Miskolczy László (1955), Molnár Tibor (1956), Muszka Imre (1950), Oberrecht Béla (1954), Rab István (1953), Rabó Gyula (1953), Sági József (1948), Kurt Sedlmayr (1950), Somogyi László (1951), Szörényi Éva (1952), Veress Zoltán (1955), Willoner Gedeon (1956), Zelk Zoltán (1949), Zsédely József (1954)[forrás?]
- Sas József kitüntetésére vonatkozó javaslatát 2008-ban Gyurcsány Ferenc akkori miniszterelnök a színész ellen indított folyamatban lévő bírósági eljárás miatt az átadás előtt visszavonta. (Utóbb Sas Józsefet jogerősen elítélték adócsalás miatt.)
- Ugyancsak 2008-ban Blaskó Péter a miniszterelnök személye elleni tiltakozásul nem vette át a díjat.[16] 2011-ben ismét neki ítélték, s ekkor át is vette.[17]
- 2020-ban a koronavírus-járvány miatt elhalasztották a díjak átadását, ezeket 2020. augusztus 19-én adták át.[18]
- 2021-ben a koronavírus harmadik hulláma miatt a díjakat augusztus 20-án adták át.